# 海丰县农民运动讲习所、妇女解放协会旧址
海丰县农民运动讲习所、妇女解放协会旧址，位于中国广东省汕尾市海丰县城龙山脚下，为海丰县的一个县级文物保护单位，类型为近现代重要史迹及代表性建筑，公布时间为1963年。
海丰县农民运动讲习所、妇女解放协会旧址的历史年代为1925-1927。

## 建筑
建筑原为明代“准提阁庵”。坐东向西，是一座封闭式四合院建筑。面宽五间22米，进深（前后二进包括天井）共31.5米，面积693平方米。抬梁式梁架，两侧筑有封火墙。

## 历史
1925年4月20日，彭湃在这里创办海丰农民运动讲习所，为各地培养输送农会干部。学习内容包括《东江农民运动状况》、《政治经济学》、《社会科学》、《文学理论》等等。
此外，还进行了军事训练。参加学员共42名，其中女学员7名。
1925年5月成立的海丰妇女解放协会也在此处办公。
文化大革命期间，该建筑遭拆毁，1986年由港澳同胞和当地群众捐款按原貌重建。